# Soresina
Soresina ist eine norditalienische Gemeinde (comune) mit 9063 Einwohnern (Stand 31. Dezember 2023) in der Provinz Cremona in der Lombardei. Die Gemeinde liegt etwa 22 Kilometer nordwestlich von Cremona und etwa 15 Kilometer südöstlich von Crema zwischen den Flüssen Serio (ca. 11 Kilometer im Westen) und Oglio rund 6 Kilometer im Nordosten.

## Geschichte
Die Ortschaft entstand vermutlich zwischen dem 10. und 11. Jahrhundert. Der Ortsname soll sich von dem im Wappen enthaltenen Sol Regina (Königin Sonne) ableiten. Vermutlich erstmals zerstört wird Soresina durch Lothar III. zwischen 1133 und 1136.

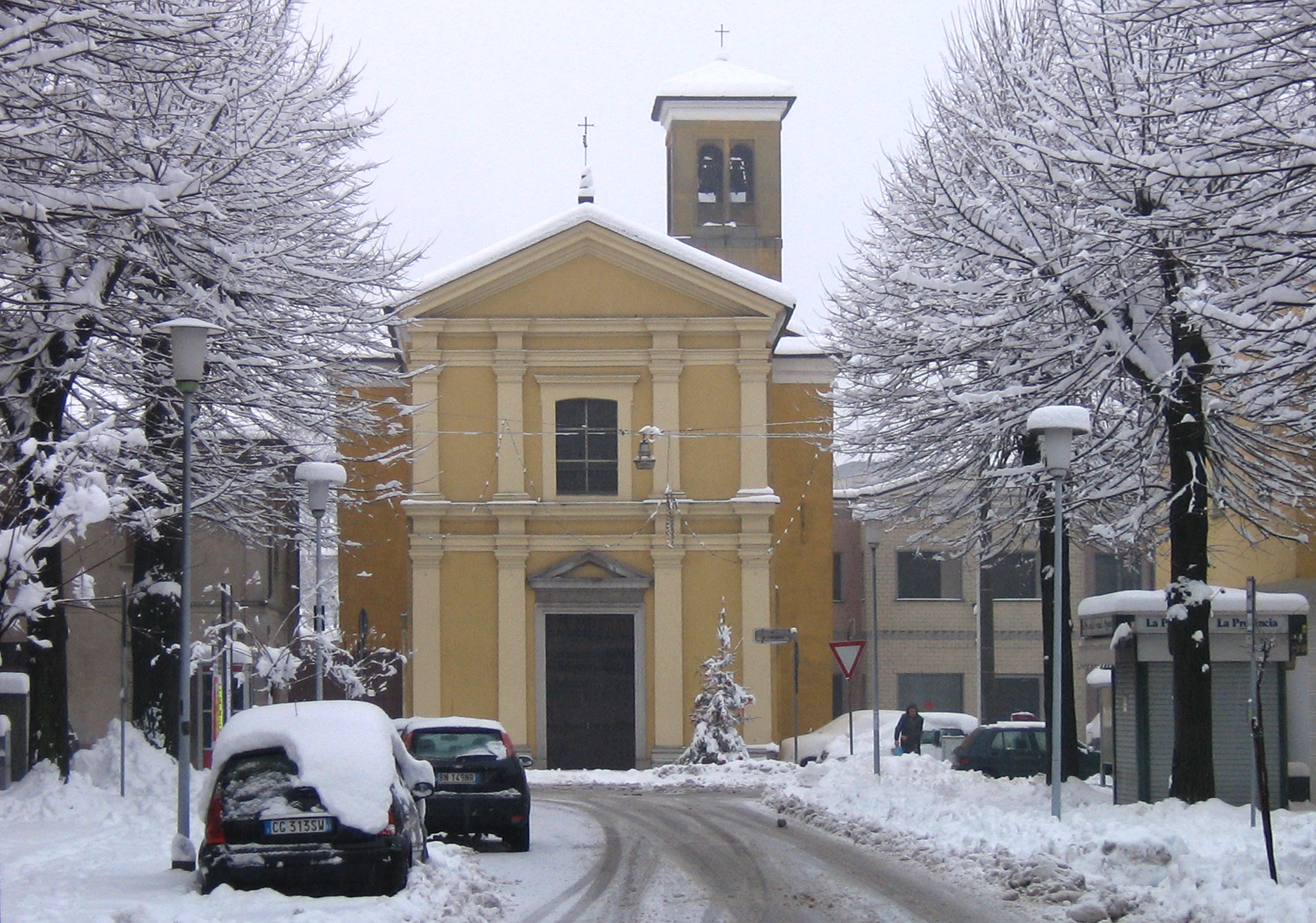
Kirche der Madonna della Mercede

## Ortsteile
Im Gemeindegebiet liegen neben dem Hauptort die Wohnplätze Chiaviche, Dossi Pisani, Moscona und Olzano.

## Persönlichkeiten
- Carlo Azzini (1935–2020), Radrennfahrer
- Maurizio Galli (1936–2008), Bischof von Fidenza
- Massimiliano Salini (* 1973), Politiker
- Danilo Toninelli (* 1974), Politiker

## Verkehr
Soresina liegt an der ehemaligen Strada Statale 498 Soncinese, die zu einer Provinzstraße herabgestuft wurde. Die Bahnstrecke Cremona–Iseo ist seit 1958 geschlossen. Der heutige Bahnhof wird nunmehr von Zügen auf der Bahnstrecke Treviglio–Cremona bedient.